# Triquetrella
Triquetrella là một chi rêu trong họ Pottiaceae.